# Roman Diethelm
Roman Diethelm (* 15. Februar 1980 in Frauenfeld) ist ein ehemaliger Schweizer Eishockeyspieler und derzeitiger -trainer.

## Karriere
Roman Diethelm begann seine Karriere als Eishockeyspieler beim HC Thurgau, für den er von 1998 bis 2001 in der Nationalliga B aktiv war. Anschliessend wechselte der Verteidiger für ein Jahr zu Lørenskog IK in die norwegische GET-ligaen, in der er in der Saison 2001/02 in 14 Spielen insgesamt sechs Scorerpunkte erzielte. Im Sommer 2002 kehrte der Linksschütze in seine Schweizer Heimat zurück, wo er je eine Spielzeit lang für die Zweitligisten SC Langenthal und HC Thurgau auf dem Eis stand, ehe er während der Saison 2004/05 einen Vertrag bei deren Ligarivalen EHC Visp erhielt.
Im Sommer 2006 wurde Diethelm vom HC Martigny verpflichtet, den er jedoch noch vor Saisonende wieder verliess, um sich dem HC Sierre anzuschliessen. Im Laufe der Saison 2007/08 folgte der Transfer zum EHC Biel, mit dem ihm als NLB-Meister der Aufstieg in die National League A gelang. Beim Aufsteiger aus Biel erhielt er allerdings keinen neuen Vertrag, so dass er in der NLB blieb und für zwei Saisons zum EHC Olten wechselte. Im Sommer 2010 kehrte er zunächst ein weiteres Mal nach Thurgau zurück, ehe er im Dezember des Jahres zunächst an den EHC Winterthur aus der drittklassigen 1. Liga ausgeliehen und später fest an diesen abgegeben wurde. Seine Karriere liess er von 2012 bis 2017 beim EHC Frauenfeld ausklingen.
Nach seinem Karriereende als aktiver Spieler wurde Diethelm als Trainer tätig. Im Verlauf der Saison 2017/18 wurde er zum Cheftrainer des SC Weinfelden ernannt. Neben mehreren Engagements im Juniorenbereich bei mehreren Vereinen in den Folgejahren war er auch in der Saison 2018/19 Assistenztrainer bei seinem Ex-Klub EHC Frauenfeld. Dieselbe Funktion hatte Diethelm beim EHC Illnau-Effretikon inne, bevor er zur Spielzeit 2021/22 zum Cheftrainer befördert wurde. Das folgende Spieljahr 2022/23 begann er erneut als Cheftrainer des SC Weinfelden.

## Erfolge und Auszeichnungen
- 2008 Meister der NLB und Aufstieg in die NLA mit dem EHC Biel